# Loire-Nieuport LN.401
Loire-Nieuport LN.401 – francuski jednomiejscowy bombowiec nurkujący z okresu II wojny światowej przeznaczony do operowania z lotniskowców i lotnisk naziemnych.

## Historia
Firma Loire-Nieuport od 1937 r. prowadziła prace nad prototypem bombowca nurkującego mającego wejść na wyposażenie lotniskowców marynarki francuskiej. W nowej konstrukcji wykorzystywano doświadczenia zebrane podczas budowy wcześniejszej maszyny – Loire-Nieuport LN.140. Nowy samolot otrzymał oznaczenie Loire-Nieuport LN.40. Oblotu prototypu dokonał 6 lipca 1938 r. Pierre Nadeau, główny pilot-oblatywacz Societe nationale des constructions aeronautiques de l'ouest (SNCAO). W płatowcu wprowadzono niewielkie zmiany, m.in. zmieniono powierzchnię statecznika pionowego. We wrześniu 1938 r. samolot został przedstawiony do oficjalnych testów, które zakończyły się pozytywnie. Również próby lądowania na lotniskowcu „Béarn” i próby w locie nurkowym wypadły pomyślnie. W wyniku testów podjęto decyzję o przekonstruowaniu hamulców aerodynamicznych. Tak zmodyfikowana maszyna została kierowana do produkcji seryjnej jako Loire-Nieuport LN.401. Do czerwca 1940 r. marynarka wojenna otrzymała dwadzieścia osiem egzemplarzy.
W połowie 1939 r. armia francuska otrzymała pierwsze cztery egzemplarze, które wykorzystano do celów szkoleniowych. Okazało się, że samolot nie spełnia wymogów wojska, zastrzeżenia budziła prędkość maksymalna. Ponadto lot nurkowy uznano za niebezpieczny przy pełnych zbiornikach paliwa. Aby temu zaradzić konstruktorzy opracowali nową wersję maszyny wyposażoną w silnik Hispano-Suiza 12Y-51 i mającą mniejsze wymiary. Poprawiona konstrukcja otrzymała oznaczenie LN.402. Na podstawie doświadczeń zebranych podczas wojny domowej w Hiszpanii również Armée de l’air wyraziła zainteresowanie zakupem bombowca. Konstruktorzy dokonali zmian w budowie samolotu – usunięto hak do chwytania liny hamującej, mechanizm składania skrzydeł oraz wyposażenie zapewniające pływalność samolotu w razie wodowania. Lądowa wersja otrzymała oznaczenie LN.411, wyprodukowano czterdzieści egzemplarzy, z czego wojsko przyjęło do służby trzydzieści dziewięć. Większość z nich, jako niespełniających oczekiwań Armée de l’air, przekazano lotnictwu marynarki wojennej. Rozwój samolotu kontynuowano, został wyposażony w silnik Hispano-Suiza 12Y-51 o mocy 1100 KM. Prototyp ukrywano przez całą wojnę w rejonie Draguignan, jego oblot w wersji LN.420 miał miejsce dopiero 24 sierpnia 1945 r. w Toussus-le-Noble. W tym czasie stanowił już konstrukcję przestarzałą i został zezłomowany w 1947 r.
Samoloty Loire-Nieuport LN.401 wytwarzano w zakładach Societe nationale des constructions aeronautiques de l'ouest (SNCAO), łącznie z prototypami wyprodukowano 72 egzemplarze. Francuskie władze wojskowe zamówiły łącznie 152 samoloty, do pełnej realizacji zamówienia nie doszło z uwagi na podpisanie rozejmu z Niemcami.

## Użycie bojowe
W momencie ataku III Rzeszy na Francję samoloty były na wyposażeniu dwóch eskadr lotnictwa marynarki – AB2 i AB4. Zostały użyte 19 i 20 maja 1940 r. do ataków na nacierające kolumny pancerne. W trakcie nalotów poniosły wysokie straty, ocalałe maszyny zostały przesunięte na front włoski. W nocy z 17 na 18 czerwca wzięły udział w ataku na flotę włoską w Imperia. 12 egzemplarzy umieszczono w bazie w Hyères, w listopadzie 1942 r. po zajęciu wolnej strefy, zostały przejęte przez Niemców. Pozostałe ewakuowano do Afryki Północnej, gdzie w bazie Bizerte-Karouba w Tunezji zostały zniszczone w 1943 r. przez aliantów.
5 czerwca 1940 r. ppor. Jan Kazimierz Daszewski w rejonie Vierzon zestrzelił samolot LN.411, który omyłkowo rozpoznał jako Junkers Ju 87.

## Wersje
W trakcie prac rozwojowych powstały następujące wersje:
- LN.401 – pierwszy model produkcyjny
- LN.402 – LN.401 wyposażony w silnik Hispano-Suiza 12Y-31 o mocy 860 KM, ze skróconymi skrzydłami i zmniejszoną powierzchnią nośną,
- LN.411 – bombowiec nurkujący przebudowany na potrzeby wojsk lądowych,
- LN.420 – LN.411 wyposażony w silnik Hispano-Suiza 12Y-51 o mocy 1100 KM.

## Konstrukcja
Metalowy dolnopłat z odwróconymi skrzydłami mewy. Dzięki wybranej konfiguracji płata obsługa pokładowa miała ułatwiony dostęp do mechanizmu składania skrzydła. Zbiorniki paliwa znajdowały się w centropłacie. Podwozie chowane do tyłu, jego koła częściowo wystawały z owiewek. Kółko ogonowe częściowo chowane. Kadłub o konstrukcji skorupowej, inspirowany eksperymentalnym myśliwcem Nieuport 161. Zakończony usterzeniem, statecznik poziomy pełnił również rolę hamulca aerodynamicznego. Pod kadłubem znajdował się wysięgnik do podwieszania bomby, który przed zrzutem wysuwał ją poza krąg śmigła.